# Politika (Aristotel)
Politika (grč. Πολιτικά, dosl. "stvari koje se tiču polisa") najvažniji je politički spis grčkog filozofa Aristotela (Stagira, 384. pr. Kr. – Halkida, 322. pr. Kr.) i jedno je od temeljnih djela filozofije politike.
Najvažnije teze, koje je Aristotel postavio već na prvim stranicama Politike, i koje će na filozofiju politike imati višestoljetni utjecaj, jesu: 
- čovjek je zoon politikon, društveno biće, biće zajednice i zajedništva; čovjek svojom prirodom konstituira grad-državu; pojedinac bez zajednice nije samodostatan i ne može opstati;[1]
- kao politička zajednica, koja uključuje sve druge ljudske zajednice (kućanstvo, selo) a sama ni u koju drugu zajednicu nije uključena,[2] grad-država je savršena zajednica: to je samodostatna zajednica koja je nastala radi pukog življenja, a opstaje radi dobra življenja;[3]
- grad-država je prirodna zajednica; grad-država postoji po prirodi („biva po naravi“),[4] a ne (samo) po zakonu ili ugovoru, i temelj je vlasti u gradu-državi priroda, a ne proizvoljna prisila;[5]
- u skladu s Aristotelovom teleološkom koncepcijom da dovršena i potpuna cjelina prethodi bilo kojem svojem dijelu, u poretku svršne uzročnosti grad-država prethodi kako pojedinačnom ljudskom biću, tako i domu (obitelji, kućanstvu),[6] kao što hrast prethodi žiru ili stolac stolarskoj djelatnosti; jer izvan grada-države niti čovjek može živjeti punim ljudskim životom, niti obitelj može opstajati.[7]

## Terminološke napomene
Uvriježeno je, no ne i posve precizno, kazati da se u ovom djelu govori o državi (umjesto o polisu ili o gradu-državi). O državi se, u modernom smislu riječi, govori naime tek od Machiavellija naovamo.
Nadalje, Aristotelovo shvaćanje pojma demokracije nije jednako modernom shvaćanju tog pojma. Aristotel naime nema u vidu neki oblik zastupničkog prenošenja ovlasti tako da, kao u modernim državama, svi istovremeno na posredan a samo neki na izravan način sudjeluju u državnoj vlasti: on pretpostavlja da građani naizmjence vladaju jedan nad drugim, tako da je svatko neko vrijeme vladar a neko vrijeme podanik.
Također valja istaknuti da Aristotelov pojam politeia ima dva značenja: 1. ustav, ustrojstvo polisa, državni poredak (nadređeni pojam koji obuhvaća sve oblike vladavina); 2. politeja, ustavna vladavina (jedan konkretan oblik vladavine).

## Sadržaj
Aristotelova Politika se sastoji od osam knjiga (poglavlja), označenih grčkim slovima od Α do Θ. Knjige I, II i III sadrže opću teoriju polisa i kritikčki osvrt na teze ranijih autora (prvenstveno Platona; u knjigama IV, V i VI razmatraju se različiti oblici ustava (ustrojstva polisa, "državnog poretka", grč. politeia), tri prihvatljiva, ispravna (monarhija tj. kraljevstvo, aristokracija tj.vladavina najboljih, politeja tj. ustavna vladavina) i tri neprihvatljiva, pogrešna (tiranija tj. samosilništvo, oligarhija tj. vladavina malobrojnih, demokracija tj. pučka vladavina); knjige VII i VIII posvećene su idealnom obliku ustava.

### Knjiga I (Α,Alpha)
U knjizi I (Alpha), Aristotel govori kako je svaki polis svrhovito zajedništvo, i da to zajedništvo teži najvišem dobru, jer je polis najviša ljudska institucija. Po Aristotelu, država nastaje po prirodi (a ne po dogovoru ili ugovoru); ona je naravna tvorevina, čovjek se po svojoj prirodi udružuje u sve šire i šire zajednice, sve do polisa (ho anthropos phusei politikon zoon). Zajednica je važnija od pojedinca. Pojedinac, naime, koji ne može živjeti u zajednici ili kojemu zajednica nije potrebna (koji je sam sebi dovoljan), te nije njezin dio, nije čovjek, nego je ili zvijer ili bog. Čovjek je društveno biće. Čovjek, prema Aristotelu, nema samodostatnost (autarkeia); idealu samodostatnosti približava se tek polis. Aristotel smatra kako polis nastaje iz nižih, također prirodnih oblika ljudskih zajedništava: od zajednice između muškarca i žene, te od zajednice između gospodara i roba nastaje obitelj, čija je svrha opstanak ("puko življenje"); više obitelji ujedinjuje se u selo, a više sela u polis (čija je svrha „dobro življenje“ ili sreća, eudaimonia).
U istoj knjizi Aristotel analizira ropstvo. Roba smatra živom imovinom, oruđem koje govori, a njegovo je ropstvo utemeljeno u prirodnoj, prirođenoj inferiornosti, premda postoji i umjetno ropstvo, ropstvo zarobljenika. Rob o kojemu Aristotel govori pomoćnik je u kućanstvu; ne razmatra moguće zloupotrebe robova u djelatnostima proizvodnje (izvan kućanstva). Umno je biće ono koje vlada i ono je po svojoj prirodi gospodar i vladar, a bića koja su predviđena za fizički rad jesu robovi.

### Knjiga II (Β,Beta)
Knjiga II razmatra različita stajališta o idealno uređenom polisu, te prikaz nekih stvarnih polisa. Aristotel ovdje kritizira viđenje idealnog društvenog uređenja kakvo je Platon opisao u svojim djelima Država i Zakoni. Prema Aristotelu, slabost je Platonova nacrta države njegov zahtjev da ona bude unitarna, tj. što jedinstvenija. Opasnost je Platonove koncepcije u tomu što odvajanje elitnog sloja pučanstva od ostatka građana produbljuje jaz među društvenim slojevima, što može dovesti do vojne diktature. Aristotel kritizira Platonovu ideju zajedništva (Platon zahtijeva zajedništvo žena i djece za vladarsku i vojničku klasu) i zajedničkog zemljoposjedništva, te kao najrealističniju predlaže mogućnost zemljoposjedništva gdje je zemlja privatna, a zajedničko je uživanje proizvoda. Zaključno, Platonove ideje pokazuju se kao neprovedive u praksi.

### Knjiga III (Γ,Gamma)
Ovo je središnja knjiga Aristotelove Politike; tema joj je opća teorija države. U njoj se razmatraju fundamentalna pitanja filozofije politike: što je država? (polis), tko je građanin? (državljanin, grč. polites)? (tj. tko se treba smatrati građaninom) te je li isto dobar građanin i dobar čovjek? (tj. koja je uloga vrline u polisu, drugim riječima Aristotel postavlja pitanje odnosa etike i politike). Nadalje, analiziraju se pojedini oblici državnog uređenja.
Državu ne čini samo jedinstven teritorij i ona nije nastala samo zbog toga da se spriječe nepravde ili urede trgovački odnosi. Država je zajednica koja ima za cilj omogućiti sretan život, život u vrlini i ekonomski nezavisan. Država je dobro uređena kada su građani koji sudjeluju u vlasti dobri i puni vrlina. Najviše dobro u polisu jest pravednost, a pravednost je ono što je općekorisno (a ne korisno samo za neke). Svrha je državne zajednice promicanje vrline. Iz ovoga je vidljivo da Aristotel ne pravi jasnu granicu između etike i politike, koju će povući tek Niccolò Machiavelli (1469. – 1527.).
Definicija građanina ovisi o obliku uređenja, no općenito se može reći da je građanin onaj tko sudjeluje u sudbenoj i političkoj vlasti, te ispunja građanske dužnosti kao što je izravno sudjelovanje u poslovima administracije polisa, za što je neophodan preduvjet scholé (oslobođenost od nužnih poslova, slobodno vrijeme, dokolica). Onaj tko je građanin u pučkoj vladavini (demokratia), često nije građanin u vladavini malobrojnih (oligarchia). Posao i dužnost svih građana jest briga za dobro zajednice. Vrlina građanina se sastoji u tome da vlada i pokorava se. Za vrlinu ljudi potrebne su tri stvari – priroda, navika i razum.
Aristotel nadalje dijeli ustave (državne poretke) na ispravne i pogrešne. Ispravni su oni koji za svoj cilj imaju zajedničko dobro, a pogrešni su ("zastrane" su) i samosilnički oni koji za svoj cilj imaju dobro samo onih na vlasti. Kriterij je njegove podjele dakle motiv onih na vlasti pri donošenju političkih odluka.
Ispravni oblici ustavne vladavine jesu sljedeći: monarhija tj. kraljevstvo, aristokracija tj.vladavina najboljih te politeja tj. ustavna vladavina. Pogrešni oblici ustavne vladavine jesu sljedeći: tiranija tj. samosilništvo, oligarhija tj. vladavina malobrojnih te demokracija tj. pučka vladavina.
Drugim riječima, svi državni poreci čiji je cilj opće dobro ispravni su, bez obzira na to vlada li jedan (kraljevstvo) ili manjina (vladavina najboljih) ili većina tj. mnoštvo (ustavna vladavina). A ako se vlada s ciljem partikularnih interesa, partikularno shvaćene pravednosti, bilo da vlada jedan ili manjina ili većina, govorimo o zastranama: kraljevstvo tako može zastraniti u samosilništvo (jednovladu na korist samovladara), vladavina najboljih u vladavinu malobrojnih (na korist samo bogataša), a ustavna vladavina u pučku vladavinu (na korist samo siromaha).
Najprihvatljivijim oblikom vladavine Aristotel smatra politeju (ustavnu vladavinu), sastavljenu od ljudi srednjeg sloja, budući da on smatra da „je umjereno i srednje ono najbolje […] jer tada je najlakše podvrgavati se razumu“. A srednja klasa mora biti mnogobrojna da bi država bila dobra. Osim toga, ako je mnoštvo, tj. većina, isključeno iz vladanja, postoji mogućnost nezadovoljstva i pobuna.